# Nazionale maschile di calcio a 5 dell'Egitto
La nazionale maschile di calcio a 5 dell'Egitto è, in senso generale, una qualsiasi delle selezioni nazionali di calcio a 5 della Federazione calcistica dell'Egitto che rappresentano l'Egitto nelle varie competizioni ufficiali o amichevoli riservate a squadre nazionali maschili.

## Storia
Fin dal 1996, l'Egitto è stato individuato come traino del movimento calcettistico contientale, come dimostra la decisione della Confédération Africaine de Football di designare Il Cairo come città ospitante per le fasi finali delle competizioni continentali del 1996, 2000 e 2004. Le prime due edizioni, articolate a gironi, hanno visto i padroni di casa vincere il trofeo. La terza edizione, per difficoltà organizzative, non si è potuta svolgere nel paese arabo. La confederazione africana ha deciso la variazione del regolamento in funzione di gare di andata e ritorno a casa delle singole nazionali. Pur non beneficiando del fattore campo l'Egitto ha conquistato per la terza volta l'alloro continentale. L'Egitto è stato inoltre la prima selezione africana ad conquistare punti nel campionato mondiale (Egitto-Australia 8-2 del 26 novembre 1996 a Murcia) nonché la prima nazione africana a qualificata al secondo turno (secondo posto nel girone B, dietro ai Paesi Bassi, al Mondiale del 2000). Quest'ultimo risultato ha permesso all'Egitto di entrare nel novero delle otto più forti formazioni del mondo, risultato non ripetutosi quattro anni dopo quando la selezione africana si è dovuta arrendere nel primo girone di qualificazione alla Spagna campione del mondo in carica, ed all'Ucraina vicecampione d'Europa.

## Rosa attuale
Aggiornata ai mondiali 2021

| N. | Pos. | Giocatore            | Data di nascita/Età         | Squadra                |
| -- | ---- | -------------------- | --------------------------- | ---------------------- |
| 1  | POR  | Gamal Abdelnaser     | 20 gennaio 1993 (28 anni)   | El-Alamein             |
| 2  | POR  | Shober               | 26 marzo 1994 (27 anni)     | El-Alamein             |
| 3  | PIV  | Abdelrahman Elashwal | 25 dicembre 1993 (27 anni)  | Al-Shorta              |
| 4  | LAT  | Dunga                | 29 maggio 1999 (22 anni)    | El Minya               |
| 5  | PIV  | Abdelrahman Body     | 6 settembre 1992 (29 anni)  | El-Shorta              |
| 6  | LAT  | Mohamed Ahmed        | 28 ottobre 1987 (33 anni)   | National Bank of Egypt |
| 7  | LAT  | Mohamed Mansour      | 11 gennaio 1992 (29 anni)   | National Bank of Egypt |
| 8  | LAT  | Aly Ramadan          | 13 giugno 1994 (27 anni)    | Misr Lel Makasa        |
| 9  | LAT  | Tarek Shoola         | 12 giugno 1996 (25 anni)    | Ismaily                |
| 10 | LAT  | Essam Alla           | 1º settembre 1994 (27 anni) | Khor Fakkan            |
| 11 | LAT  | Mohamed Saeed        | 30 settembre 1995 (25 anni) | Mostaqbal Watan        |
| 12 | LAT  | Mostafa Eid          | 17 agosto 1992 (29 anni)    | Al Rayyan              |
| 13 | PIV  | Salah Hosny          | 6 agosto 1990 (31 anni)     | El-Shorta              |
| 14 | PIV  | Koki                 | 25 novembre 1994 (26 anni)  | Tuwek Club             |
| 15 | LAT  | Khaled Yousry        | 17 gennaio 1999 (22 anni)   | El Minya               |
| 16 | POR  | Ahmed Fikry          | 27 dicembre 1994 (26 anni)  | Ismaily                |

## Palmarès

### Campionato mondiale
- La squadra nazionale egiziana ha partecipato a tre edizioni del FIFA Futsal World Championship (1996, 2000 e 2004), raggiungendo come massimo traguardo il secondo girone di qualificazione nel 2000 in Guatemala, ha qui mancato la qualificazione alla semifinale mondiale in virtù della peggiore differenza reti in favore della Russia.

### Campionato africano
- La squadra nazionale egiziana ha vinto tre delle African Futsal Championship sin qui disputate. Le prime due in casa, la terza in gare di andata e ritorno dove in finale ha piegato la Mozambico. Nell'edizione 2008 è stata sconfitta dai padroni di casa della Libia.

## Statistiche

### Coppa del Mondo
| Anno   | Luogo         | Piazzamento      | Pd | V  | N | P  | GF  | GS  |
| ------ | ------------- | ---------------- | -- | -- | - | -- | --- | --- |
| 1989   | Paesi Bassi   | Non partecipante | -  | -  | - | -  | -   | -   |
| 1992   | Hong Kong     | Non partecipante | -  | -  | - | -  | -   | -   |
| 1996   | Spagna        | 1º turno         | 3  | 1  | 0 | 2  | 13  | 19  |
| 2000   | Guatemala     | 2º turno         | 6  | 3  | 0 | 3  | 27  | 27  |
| 2004   | Taipei cinese | 1º turno         | 3  | 1  | 0 | 2  | 16  | 12  |
| 2008   | Brasile       | 1º turno         | 4  | 1  | 0 | 3  | 9   | 12  |
| 2012   | Thailandia    | Ottavi di finale | 4  | 1  | 0 | 3  | 12  | 14  |
| 2016   | Colombia      | Quarti di finale | 5  | 2  | 0 | 3  | 13  | 17  |
| 2021   | Lituania      | 1º turno         | 3  | 1  | 0 | 2  | 7   | 14  |
| Totale |               | 7/9              | 28 | 10 | 0 | 16 | 107 | 129 |

### Campionato africano
| Anno   | Luogo        | Piazzamento   | Pd | V  | N | P | GF  | GS |
| ------ | ------------ | ------------- | -- | -- | - | - | --- | -- |
| 1996   | Egitto       | Campione      | 4  | 3  | 1 | 0 | 31  | 12 |
| 2000   | Egitto       | Campione      | 3  | 3  | 0 | 0 | 30  | 5  |
| 2004   | Africa       | Campione      | 5  | 5  | 0 | 0 | 40  | 8  |
| 2008   | Libia        | Secondo posto | 6  | 3  | 2 | 1 | 27  | 14 |
| 2011   | Burkina Faso | Non disputato | -  | -  | - | - | -   | -  |
| 2016   | Sudafrica    | Secondo posto | 5  | 3  | 1 | 1 | 14  | 11 |
| 2020   | Marocco      | Secondo posto | 5  | 4  | 0 | 1 | 20  | 9  |
| Totale |              | 6/6           | 28 | 38 | 4 | 3 | 162 | 59 |